# Madeleine Collins
Madeleine Collins is een Frans-Belgisch-Zwitserse dramafilm uit 2021, geregisseerd en mede geschreven door Antoine Barraud. De hoofdrol wordt vertolkt door Virginie Efira.

## Verhaal
De film volgt Judith, die al jaren een dubbelleven leidt. In Zwitserland woont ze samen met Abdel, met wie ze een dochtertje opvoedt. In Frankrijk is ze moeder van twee zoons met Melvil. Ze rechtvaardigt haar regelmatige afwezigheid door te beweren dat ze voor haar werk als vertaler naar andere Europese landen moet reizen.

## Rolverdeling
| Acteur            | Personage        |
| ----------------- | ---------------- |
| Virginie Efira    | Judith           |
| Bruno Salomone    | Melvil           |
| Quim Gutiérrez    | Abdel            |
| Jacqueline Bisset | Patty            |
| Valérie Donzelli  | Madeleine Reynal |
| Nadav Lapid       | Kurt             |
| François Rostain  | Francis          |
| Nathalie Boutefeu | Christine        |
| Mona Walravens    | Margot           |

## Productie
Madeleine Collins is de derde speelfilm van regisseur Antoine Barraud. Het scenario, geschreven door Barroud en Héléna Klotz, ontving de Prix Sopadin voor beste scenario in 2017. De film wordt geproduceerd door Justin Taurand voor Les Films du Bélier in coproductie met het Zwitserse Close Up Films en het Belgische Frakas Productions.

### Filmopnames
De filmopnames gingen door van 26 september tot 15 november 2019 in de regio Parijs (met name in de prefectuur Créteil in Val-de-Marne) en in Hauts-de-France.

## Release en ontvangst
Madeleine Collins ging op 4 september 2021 in première op het Filmfestival van Venetië in de Giornate degli autori-sectie. De release werd met enkele maanden uitgesteld vanwege de sluiting van bioscopen in 2020-2021, veroorzaakt door de coronapandemie. De film kreeg overwegend positieve kritieken van de filmcritici, met een score van 3,7 op 5 sterren op Allociné, gebaseerd op 27 beoordelingen.